# Communauté de communes du Plateau d'Hauteville
La communauté de communes du Plateau d'Hauteville est une ancienne communauté de communes située dans l'Ain et regroupant huit communes.

## Historique
- 26 décembre 2001 : Est prononcée la transformation du district en communauté de communes
- 28 juin 2002 : Extension des compétences de la communauté de communes
- 28 juin 2002 : Le siège de la communauté de communes est fixé à l'ancienne mairie 15 rue nationale
- 16 avril 2003 : Autres compétences: accompagnement, développement et modernisation de l'activité hospitalière notamment pour la construction, gestion d'un laboratoire d'analyses médicales et d'un institut de formation en soins infirmiers d'Hauteville et autres structures de formation complémentaires
- 23 juin 2005 : Extension des compétences (pays)
- 23 février 2006 : Extension des compétences (acquisition de terrains, construction et gestion d'une caserne de gendarmerie)
- 12 octobre 2006 : Modification des compétences
- 4 septembre 2014 : modifications des compétences de la communauté de communes[2].
- 23 mars 2016 : adoption du schéma départemental de coopération intercommunale (SDCI) de l'Ain[3].
- 1er janvier 2017 : Évosges et Hostiaz, 2 communes issues de la Communauté de communes de la Vallée de l'Albarine rejoignent la communauté de communes[4].
- 1er janvier 2019 : par arrêté préfectoral du 19 novembre 2018, l'ensemble des communes de l'intercommunalité est intégré à Haut-Bugey Agglomération signant la fin de la communauté de communes[5].

## Composition
Elle est composée des communes suivantes :

| Nom                        | Code Insee | Gentilé       | Superficie (km2) | Population (dernière pop. légale) | Densité (hab./km2) |
| -------------------------- | ---------- | ------------- | ---------------- | --------------------------------- | ------------------ |
| Hauteville-Lompnes (siège) | 01185      | Hautevillois  | 50,34            | 3 637 (2020)                      | 72                 |
| Aranc                      | 01012      | Randaoillards | 21,65            | 329 (2022)                        | 15                 |
| Champdor-Corcelles         | 01080      |               | 31,53            | 655 (2022)                        | 21                 |
| Corlier                    | 01121      | Corlierons    | 5,45             | 116 (2022)                        | 21                 |
| Cormaranche-en-Bugey       | 01122      | Cormaranchois | 18,92            | 829 (2018)                        | 44                 |
| Évosges                    | 01155      | Évosgiens     | 12,08            | 143 (2022)                        | 12                 |
| Hostiaz                    | 01186      |               | 10,6             | 87 (2018)                         | 8,2                |
| Prémillieu                 | 01311      | Pennons       | 8,51             | 47 (2022)                         | 5,5                |
| Thézillieu                 | 01417      |               | 26,25            | 288 (2018)                        | 11                 |

## Compétences
L'intercommunalité exerce des compétences qui lui sont déléguées par les communes membres. Il s'agit de, :
- Traitement des déchets des ménages et déchets assimilés
- Politique du cadre de vie
- Activités sanitaires
- Action sociale
- Création, aménagement, entretien et gestion de zone d'activités industrielle, commerciale, tertiaire, artisanale ou touristique
- Action de développement économique (Soutien des activités industrielles, commerciales ou de l'emploi, soutien des activités agricoles et forestières...)
- Tourisme
- Construction ou aménagement, entretien, gestion d'équipements ou d'établissements culturels, socioculturels, socioéducatifs, sportifs
- Schéma de cohérence territoriale (SCOT)
- Création et réalisation de zone d'aménagement concerté (ZAC)
- Aménagement rural
- Programme local de l'habitat
- Opération programmée d'amélioration de l'habitat (OPAH)
- Autres

## Pour approfondir